# Sophia Kingdom
Sophia Kingdom (Inglaterra, 15 de febrero de 1775–5 de enero de 1855), que sería conocida como Lady Brunel, estuvo casada con el ingeniero Marc Brunel y fue la madre del también ingeniero Isambard Kingdom Brunel. Su padre era William Kingdom, un agente contratante de la Marina Real británica y del ejército, y su madre era Joan Spry. Nació en Plymouth, Inglaterra. Era la menor de dieciséis hermanos. Su padre, William, falleció en 1783, cuando Sophie contaba ocho años de edad.
Enviada a Francia para mejorar su conocimiento del francés, enfermó durante el viaje y, aunque los otros viajeros decidieron regresar a Inglaterra para evitar la escalada de disturbios revolucionarios, ella no pudo acompañarlos y permaneció en Francia. Mientras trabajaba allí como institutriz, conoció a Marc Isambard Brunel (1769–1849) en Ruan a principios de la década de 1790. En 1793, Marc Brunel tuvo que huir de la revolución francesa, dirigiéndose a los Estados Unidos, pero Sophia permaneció en Ruan. Durante el Terror, fue arrestada acusada de ser una espía inglesa, y estuvo pendiente de ser ejecutada durante días, aunque pudo salvar su vida gracias a la caída de Robespierre en junio de 1794. En abril de 1795 pudo abandonar Francia y viajar a Londres.
Marc Brunel permaneció en los Estados Unidos durante seis años y navegó hacia Inglaterra en febrero de 1799. Inmediatamente buscó y encontró a Sophia Kingdom en Londres. Se casaron el 1 de noviembre de 1799.
Tuvieron dos hijas, Sophia Macnamara y Emma, seguidas de un hijo, Isambard Kingdom Brunel, nacido el 9 de abril de 1806. Isambard fue uno de los más grandes ingenieros del siglo XIX.
La hermana de Sofía, Elizabeth Kingdom (1761–1856), se casó con Thomas (1760–1843), el hijo homónimo del relojero Thomas Mudge.

## Tuneladora
- Una tuneladora del Crossrail llevó el nombre de Sophia en su honor.